# Godé
Godé är en ort i Burkina Faso.   Den ligger i regionen Centre-Ouest, i den centrala delen av landet, 100 km väster om huvudstaden Ouagadougou. Godé ligger 293 meter över havet och antalet invånare är 3 716.
Terrängen runt Godé är platt. Godé är det största samhället i trakten.
Omgivningarna runt Godé är en mosaik av jordbruksmark och naturlig växtlighet. Runt Godé är det ganska tätbefolkat, med 54 invånare per kvadratkilometer.